# Gurrea de Gállego
Gurrea de Gállego (aragónul Gurrea de Galligo) település Spanyolországban, Huesca tartományban. Gurrea de Gállego Alcalá de Gurrea, Almudévar, Leciñena, Zuera, Las Pedrosas, Luna, Marracos és Lupiñén-Ortilla községekkel határos. Lakosainak száma 1427 fő (2024).

## Népesség
A település népessége az utóbbi években az alábbiak szerint változott:
| Lakosok száma | 1815 | 1744 | 1745 | 1706 | 1651 | 1575 | 1513 | 1467 | 1478 | 1427 |
|               | 2001 | 2004 | 2006 | 2009 | 2011 | 2014 | 2016 | 2019 | 2021 | 2024 |